# Идиот (фильм, 1951)
«Идиот» (яп. 白痴 хакути) — японская чёрно-белая драма режиссёра Акиры Куросавы, вышедшая на экраны в 1951 году. Фильм основан на романе Фёдора Достоевского «Идиот».

## История создания
«Идиот» — не единственный пример экранизации произведения западной литературы (к ней относится и русская в сознании японцев) в фильмографии классика японского кинематографа. К таким относятся картины «На дне» (1957, по одноимённой пьесе Горького, «Плохие спят спокойно» (1960, по мотивам «Гамлета» Шекспира) и «Ран» (1985, частично на основе «Короля Лира» Шекспира). Куросава, любивший русскую классическую литературу, высказывал мнение о гарантированном неуспехе попыток экранизировать роман «Война и мир» Льва Толстого. Влияние же Достоевского в творчестве режиссёра, по его собственному признанию, прослеживалось ещё с фильма 1948 года «Пьяный ангел». Его Куросава выделял особо среди всех русских писателей, так он нередко, чтобы успокоиться на съёмочной площадке, уединялся, где читал Достоевского, что приводило его мысли в порядок.
Куросава потратил значительные финансовые средства на съёмки «Идиота», что стало причиной его трений с дистрибьюторской компанией, выпускавшей фильм. Кроме того, ситуацию усугубил тот факт, что авторская версия была длиннее требовавшейся более чем на 100 минут, в итоге продюсеры были вынуждены сокращать хронометраж картины.
Перенеся роман на киноплёнку, Куросава внёс несущественные изменения в сюжет, если не считать адаптации его под современные режиссёру реалии Японии. К таким изменениям относится, например, предыстория Киндзи Камэды, который возвращается из военного плена, а не из европейских больниц, как князь Мышкин. К ним также можно отнести и причину болезни главного героя, которой стало нервное потрясение, вызванное случаем в плену, когда его приговорили к расстрелу и в самый последний момент не стали делать этого. Это обстоятельство служит явной отсылкой уже к биографии самого Достоевского, осуждённого на смерть за принадлежность к петрашевцам и в последний момент помилованного. Куросава также привнёс в сюжет сцену чаепития Мышкина у Рогожина, отсутствующую в романе. Кроме того, он несколько изменил последнюю сцену «Идиота», придав ей несколько фантастический характер, в отличие от бытового у Достоевского, а сходит с ума в ней не только Мышкин, но и Рогожин.
Роль Рогожина исполнил Тосиро Мифунэ, один из самых известных и признанных в мире японских киноактёров и один из любимых актёров самого Куросавы. Роль энергичного и темпераментного героя Достоевского полностью подходила под его амплуа.
Сам Куросава относил «Идиота» к лучшим своим фильмам.

## Сюжет
Киндзи Камэда после пребывания в плену возвращается на Хоккайдо. Ещё в поезде он знакомится с Дэнкити Акамой, который тоже направляется на Хоккайдо, чтобы вступить в наследство. Акама рассказывает Камэде о своей роковой страсти — женщине по имени Таэко Насу. Даже показывает её фотографию, и образ женщины на фото вызывает у Камэды слёзы сострадания. На Хоккайдо Камэда живёт в гостинице, куда его определили родственники — семейство Оно (глава семейства продал наследство Камэды, когда получил вести о его пленении). Познакомившись с Таэко Насу, Камэда испытывает к ней сильное чувство, однако Таэко не считает себя вправе его принять, и начинает способствовать зарождающейся любви между Камэдой и младшей дочерью господина Оно — Аяко. Сама она живёт с Дэнкити Акамой, которого не любит, а заботит её только лишь счастье Камэды. Когда Акама понимает, что никогда не покорит сердце возлюбленной, то задумывает совершить убийство.

## В ролях
- Масаюки Мори — Киндзи Камэда (князь Мышкин)
- Сэцуко Хара — Таэко Насу (Настасья Филипповна)
- Тосиро Мифунэ — Дэнкити Акама (Парфён Рогожин)
- Ёсико Куга — Аяко Оно (Аглая Ивановна)
- Такаси Симура — Оно, отец Аяко (генерал Епанчин)
- Тиэко Хигасияма — Сатоко, мать Аяко (Елизавета Прокофьевна Епанчина)
- Эйдзиро Янаги[англ.] — Тохата (Тоцкий)
- Минору Тиаки[англ.] — Муцуо Каяма (Гаврила Ардалионович)
- Норико Сэнгоку[англ.] — Такако
- Кокутэн Кодо[яп.] — Дзюмпэй
- Бокудзэн Хидари[англ.] — Карубэ
- Эйко Миёси[яп.] — госпожа Каяма
- Тиёко Фумия — Норико Оно
- Мицуё Акаси — мать Акамы
- Дайсукэ Иноуэ[яп.] — Каору Каяма
- Кокутэн Кодо — Каяма Дзюмпэй (генерал Иволгин)

## Съёмочная группа
- Режиссёр-постановщик: Акира Куросава
- Сценаристы: Акира Куросава, Эйдзиро Хисаита
- Продюсер: Такаси Койдэ
- Оператор: Тосио Убуката
- Композитор: Фумио Хаясака
- Художник-постановщик: Такаси Мацуяма
- Монтажёр: Акира Куросава
- Звукорежиссёр: Ёсисабуро Имо

## Саундтрек
- «В пещере горного короля» Эдварда Грига (нет в титрах)
- «Ночь на Лысой горе» Модеста Мусоргского (нет в титрах)
- «Испанка» Толчарда Эванса (нет в титрах)
- «Юбилейная песня» (англ. The Anniversary Song) Эла Джолсона и Сола Чаплина

## Критика
Литературовед Олег Лекманов на странице издания «Сеанс» отдал должное решению японского режиссёра адаптировать роман Достоевского для японских реалий, а не пытаться воссоздать русскую действительность. В ином случае, по мнению автора, могла бы получиться «развесистая русская клюква», как это, например, случилось даже у такого выдающегося режиссёра, как Анджей Вайды при экранизации «Бесов» того же Достоевского. Рецензент отметил снег как главный лейтмотив всего «Идиота» Куросавы, среди прочего символизирующий связь японской и русской культур. Снег служит фоном для заглавных титров и так или иначе присутствует практически во всех значимых сценах: в виде ли фона, бурана, вьюги за окном, падающей с крыши глыбы или оказываясь на лице или одежде героев. Другим важным и противоположным мотивом картины служит огонь, также в разных видах и способах присутствующий на экране. В двух сценах даже происходит соединение этих двух полярных друг другу стихий: снежный карнавал с фейерверками и факелами, а также сцена, в которой печка-буржуйка вдруг резко выпускает пламя из-за внезапно дунувшего снежного ветра. В целом Лекманов отнёс «Идиота» Куросавы к лучшим экранизациям русской классики, при этом не только в мировом, но и в советском или российском кинематографе.
Исследователь Даниил Лебедев в своей статье о фильме объясняет значительное количество отрицательных отзывов на «Идиота» Куросавы непониманием этими критиками поэтики самого романа Достоевского, которую режиссёр сохранил в своей картине. А она, по мнению автора, заключается во внутреннем конфликте главного героя, а не в его противостоянии с внешним миром.
Критиковали ли же фильм в первую очередь за его композицию, вызванную построением самого романа, при переносе которого на экран и появлялись эти проблемы. Режиссёр же не считал эту беспорядочность недостатком, которая для него являлась передачей характерного стиля самого Достоевского. Он признавал, что в некотором случае перегнул палку, передавая «дух Достоевского», но вместе с тем подобный дисбаланс характерен для творчества этого писателя, в отличие, например, от гармонии, царящей в шедеврах Льва Толстого. В интервью журналисту Дональду Ричи Куросава отвечал на негатив в адрес своего «Идиота» следующим образом:
Люди жаловались, что фильм скучен… но тогда мир Достоевского скучен
Знаменитый русский филолог Дмитрий Лихачёв, размышляя о попытках экранизаций произведений русской классической литературы, следующим образом высказался об «Идиоте» Куросавы:
Я думаю, классика современна, пока современны проблемы, поднятые в произведении, как, например, в «Идиоте». Ведь Мышкин гибнет оттого, что он беззащитен, слишком сложен и слишком высок для того мира, в который пришёл. Это проблема вечная и, наверное, повсеместная. Поэтому для японцев оказалось закономерным и органичным сделать Идиота японцем и нашим современником